# Néronde-sur-Dore
Néronde-sur-Dore è un comune francese di 510 abitanti situato nel dipartimento del Puy-de-Dôme nella regione dell'Alvernia-Rodano-Alpi.

## Storia

### Simboli
Lo stemma comunale è stato realizzato nel 1984 dal disegnatore araldista Michel Guillaumin.
La fascia ondata simboleggia il fiume Dore. La colomba è ripresa dallo stemma dei de Gironde, suzerain del luogo nel 1712, la mano da quello della famiglia Mallet, possidenti nel comune nel XVI secolo. Le stelle fanno riferimento ai signori di Besse de la Ricardie d'Aurelle de Terreneyre e de Gironde che furono suzerain del luogo in epoche diverse.

## Società

### Evoluzione demografica
Abitanti censiti